# Xã Herman, Quận Sargent, Bắc Dakota
Xã Herman (tiếng Anh: Herman Township) là một xã thuộc quận Sargent, tiểu bang Bắc Dakota, Hoa Kỳ. Năm 2010, dân số của xã này là 56 người.